# Sdot Jam
Sdot Jam (hebrejsky שְׂדוֹת יָם, doslova „Mořská pole“, v oficiálním přepisu do angličtiny Sedot Yam, přepisováno též Sdot Yam) je vesnice typu kibuc v Izraeli, v Haifském distriktu, v Oblastní radě Chof ha-Karmel.

## Geografie
Leží v nadmořské výšce 10 metrů v hustě osídlené a zemědělsky intenzivně využívané pobřežní nížině. Severně od vesnice se rozkládá archeologický areál Caesarea Maritima.
Obec se nachází na břehu Středozemního moře, cca 47 kilometrů severoseverovýchodně od centra Tel Avivu, cca 36 kilometrů jihojihozápadně od centra Haify a 5 kilometrů severozápadně od města Chadera. Sdot Jam obývají Židé, přičemž osídlení v tomto regionu je zcela židovské.
Sdot Jam je na dopravní síť napojen pomocí dálnice číslo 4.

## Dějiny
Sdot Jam byl založen v roce 1940. Zakladatelská osadnická skupina se zformovala už v roce 1936 v Kirjat Mockin. 2. května 1940 se přesunula do nynější lokality. 26. srpna 1946 byl kibuc obklíčen britským vojskem, které zde provedlo razii za účelem vyšetření sabotáže, které židovské protibritské skupiny provedly v haifském přístavu. 83 členů kibucu bylo britskými úřady zatčeno.
Koncem 40. let měl kibuc Sdot Jam rozlohu katastrálního území 1100 dunamů (1,1 kilometru čtverečního).
Místní ekonomika je založena na zemědělství a turistickém ruchu. V obci stojí muzeum připomínající Chanu Senešovou – židovskou parašutistku, která byla za druhé světové války nasazena do odboje v nacistické Evropě.

## Demografie
Podle údajů z roku 2014 tvořili naprostou většinu obyvatel v Sdot Jam Židé (včetně statistické kategorie "ostatní", která zahrnuje nearabské obyvatele židovského původu ale bez formální příslušnosti k židovskému náboženství).
Jde o menší sídlo vesnického typu s dlouhodobě rostoucí populací. K 31. prosinci 2014 zde žilo 936 lidí. Během roku 2014 populace stoupla o 6,6 %.
| Rok            | 1948 | 1961 | 1972 | 1983 | 1995 | 2001 | 2003 | 2004 | 2005 | 2006 | 2007 | 2008 | 2009 | 2010 | 2011 | 2012 | 2013 | 2014 |
| -------------- | ---- | ---- | ---- | ---- | ---- | ---- | ---- | ---- | ---- | ---- | ---- | ---- | ---- | ---- | ---- | ---- | ---- | ---- |
| Počet obyvatel | 365  | 511  | 555  | 660  | 603  | 628  | 647  | 672  | 662  | 682  | 689  | 703  | 772  | 764  | 804  | 830  | 878  | 936  |